# Vilar (Cadaval)
Vilar ist eine Gemeinde (Freguesia) im portugiesischen Kreis Cadaval. In ihr leben 1565 Einwohner (Stand 19. April 2021).